# 충주세계무술축제

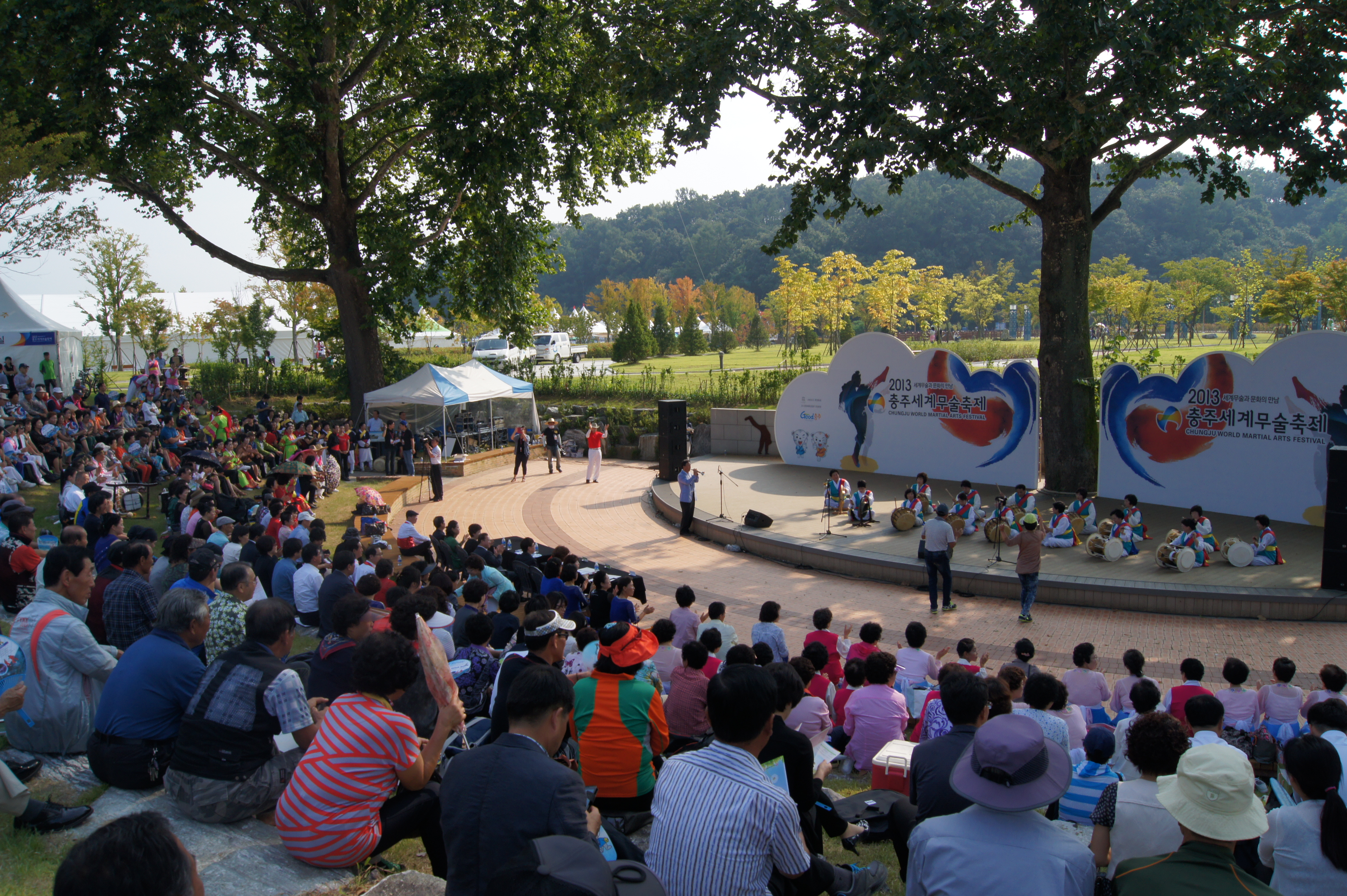
관람객 경연대회

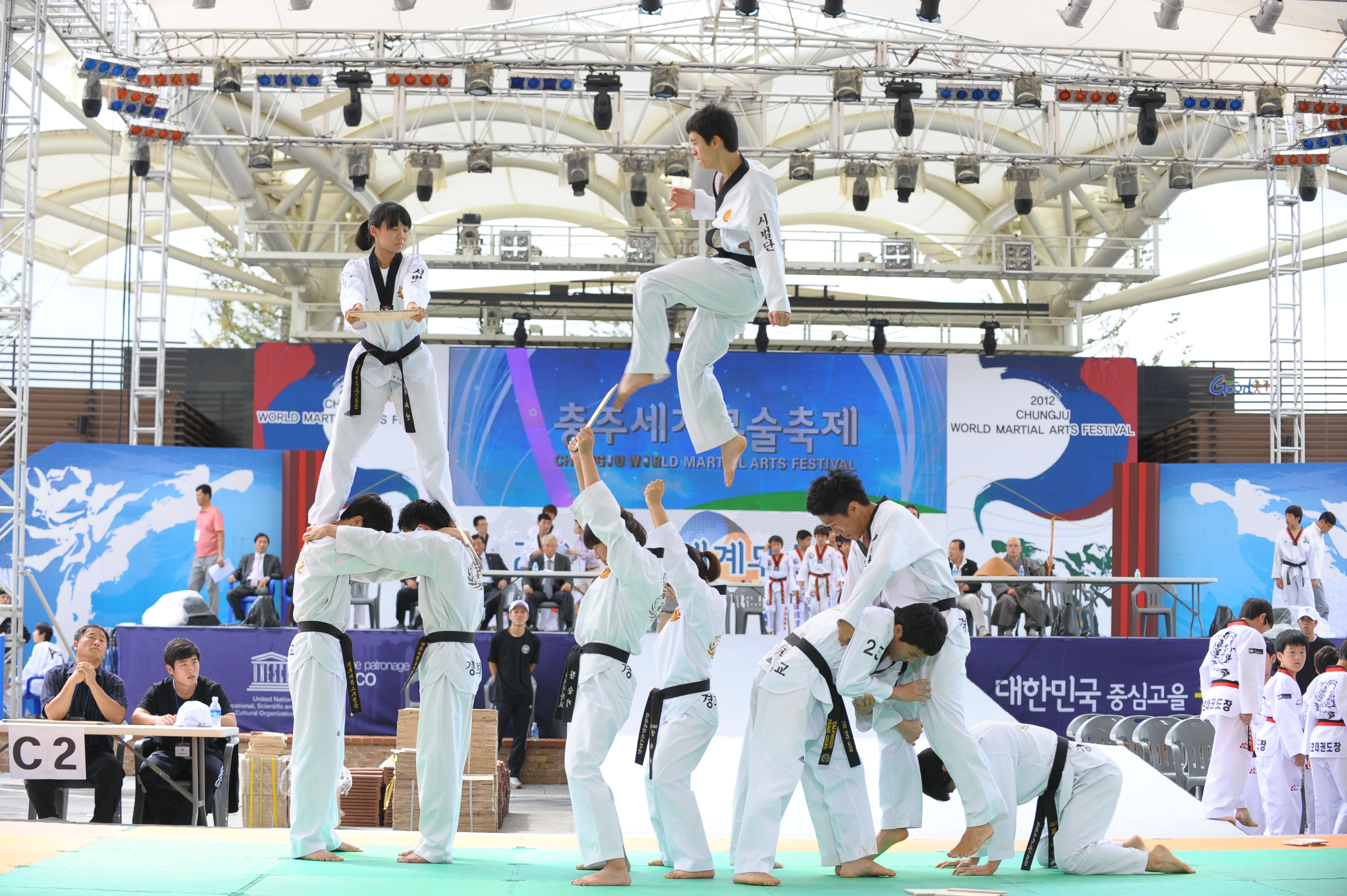
국내무술대회

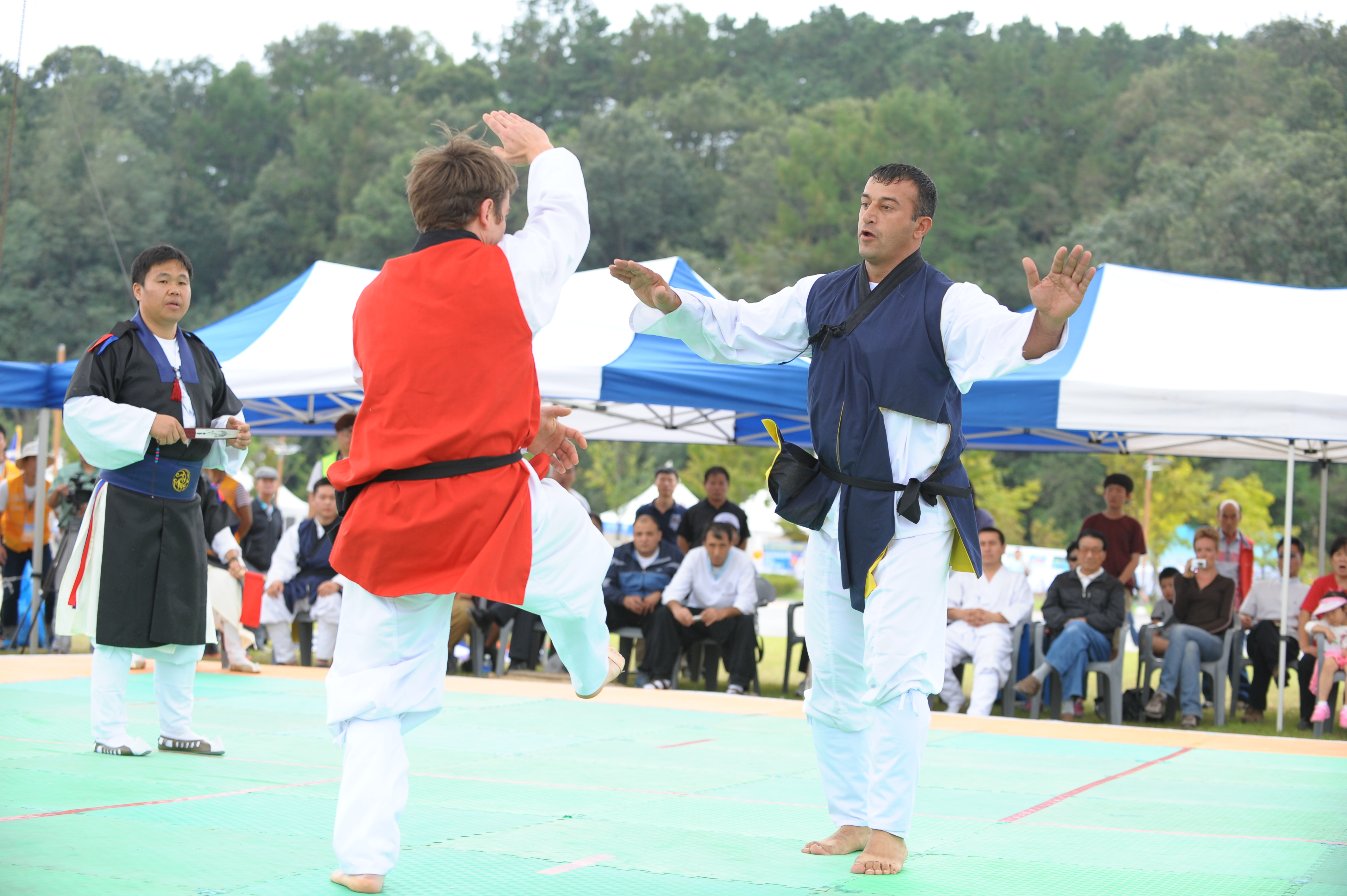
세계무술대회

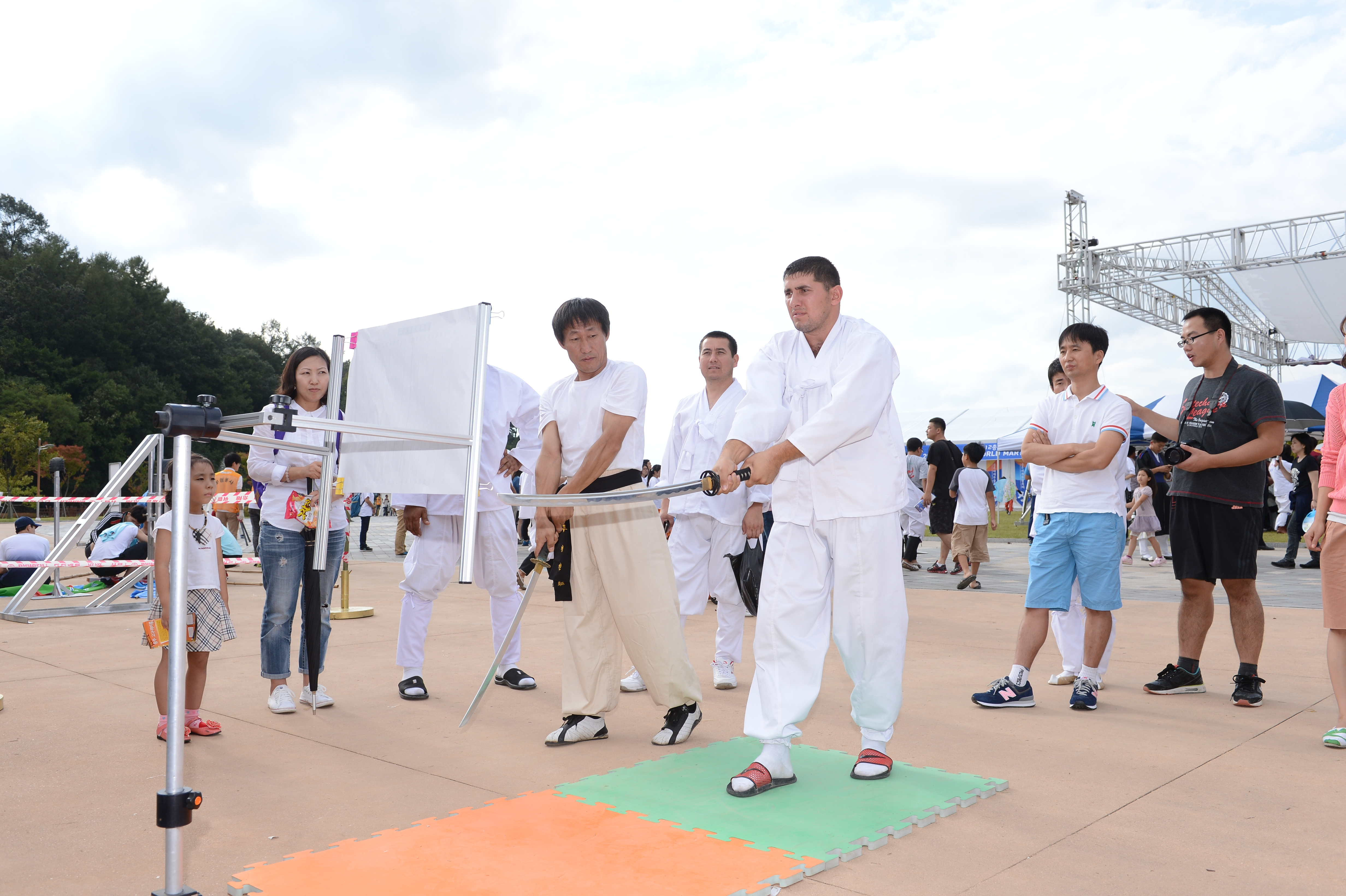
무술배워보기

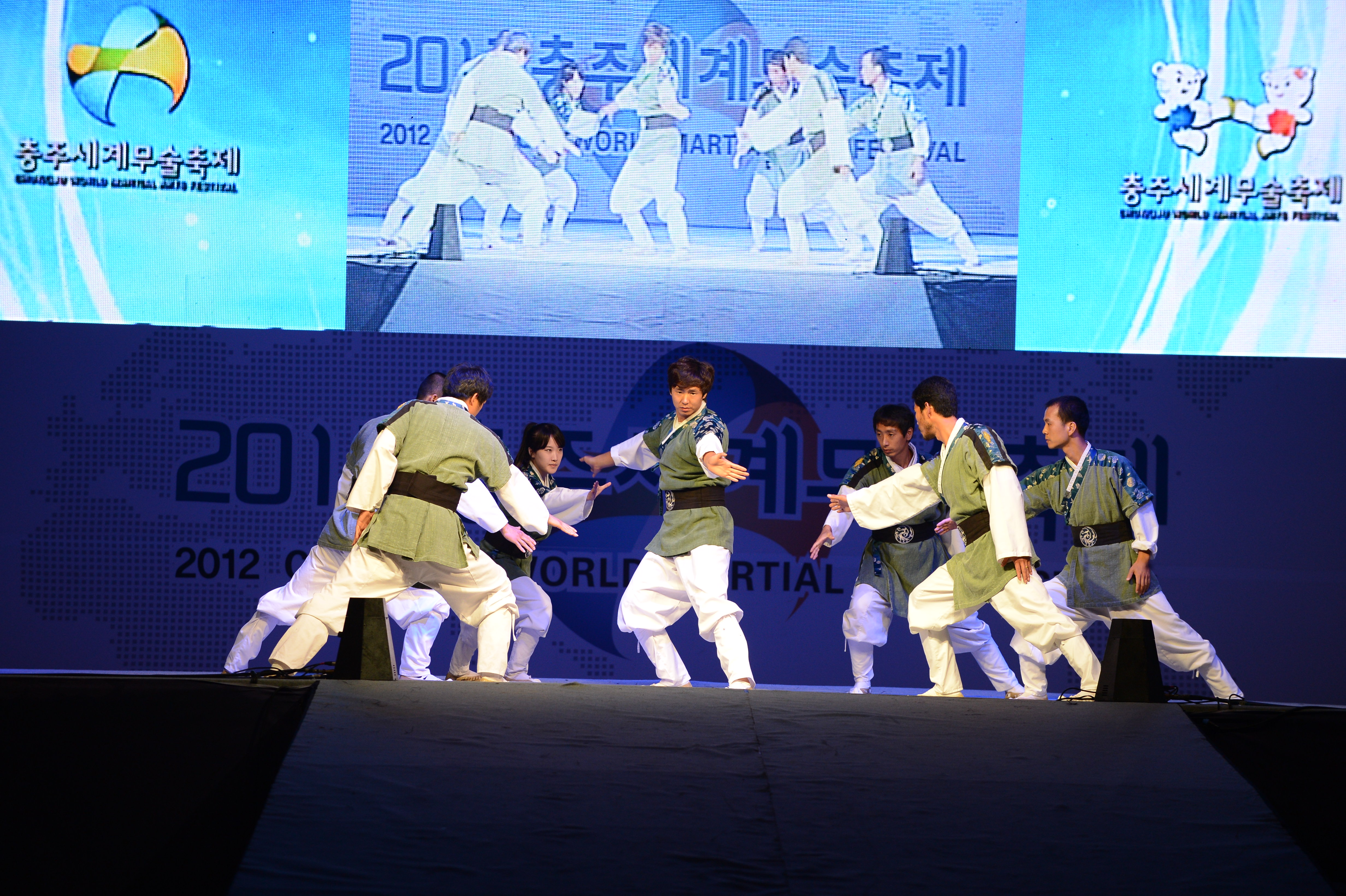
국제무예연무대회

충주세계무술축제 (忠州世界武術祝祭)는 1998년부터 충청북도 충주시에서 매년 가을에 개최하는 무술관련행사다.

## 목 적
충주세계무술축제는 국가 중요무형문화재 76호인 택견을 중심으로 세계 각국의 전통무술과 문화를 보고, 배우고, 즐기고, 참여하는 문화관광 축제이다. 전 세계 무예인의 축제로 승화 발전시켜 나가고 있으며, 지속적인 UNESCO 후원을 받아 축제를 개최하고 있다. 향후 유네스코 산하 국제무예센터를 충주에 설립하고 발전시키는 데 큰 역할을 할 것으로 기대되며, 전통무술인과 관광객이 함께하는 화합의 장으로 발전시켜 나가는데 그 목적이 있다.

## 축제 연혁
1998년 국내 12개 무술단체가 참여하는 제1회 충주전통무술축제를 최초로 개최하였으며, 2000년 10월에는 세계25개국 45개단체가 참여하는 국제적인 축제로 발전시켜 충주체육관 및 충주 시내일원에서 제3회 충주세계무술축제를 개최했다. 또한, 2002년 10월에는 충주세계무술축제에 참가하는 세계 각국의 무술단체를 중심으로 세계무술연맹 창립 총회를 개최하여 31개국 50개단체가 세계무술연맹 협약을 체결하였으며, 현재의 (사)세계무술연맹 창립의 기틀을 마련하였다.
2003년부터 2005년까지는 매년 10월 충주체육관에서 충주세계무술축제를 개최하였으며, 2006년부터는 탄금대 인근 세계무술공원에서 매년 9월에 축제를 개최해 하고 있다. 그 동안 충주세계무술축제는 문화체육관광부 우수축제 4회, 유망축제 4회 선정되면서 전통 무술분야 국내의 대표축제로서 문화관광부 지정축제로 개최해 오고 있다. 2014년 말, 끊임없는 축제 수입 등 이런 저런 논란 속에서 축제 기간을 충주호수축제와 함께 격년제로 돌아가며 진행하는 방식으로 바뀌었다.

## 축제 개요
충주세계무술축제는 매년 9월초 세계무술공원에서 5일간 개최된다. ‘세계 무술과 문화의 만남’을 주제로 세계무술연맹 회원국(39개국 49단체)을 초청하여 충주시에서 주최하고, (재)중원문화체육관광진흥재단, (사)세계무술연맹이 주관한다. 또한, UNESCO, 문화체육관광부, 충청북도 후원하에 열리며, 앞으로는 유네스코 산하 국제무예센터와 연계된 프로그램도 운영하여 명실상부한 세계적인 축제로 자리매김 될 것이다.

## 축제 주요프로그램
무술행사로는 세계무술공연, 국제무예연무대회, 택견한마당, 전국무예대제전, 세계무술연맹총회가 열리며, 문화공연으로 택견퍼포먼스, 어린이 무술극장, 캐릭터쇼, 세계민속공연, 무술과 함께하는 음악공연 등이 펼쳐진다. 또한 관람객 참여 및 체험행사로는 무술체험관, 힐링체험관, 무술배워 보기, 닭싸움 월드컵, 중원문화으뜸자랑이 있으며, 전시.판매행사로는 무술박물관, 무술영화 상영, 무술캐릭터등 전시, 충주우수상품판매전, 충주무역상담회, 관광․축제 기념품 판매, 세계풍물전, 월드푸드관 등 프로그램을 준비하여 개최한다.